# Санчес Серро, Луис Мигель
Луис Мигель Санчес Серро (исп. Luis Miguel Sánchez Cerro; 12 апреля 1889, Пьюра — 30 апреля 1933, Лима) — перуанский военный и политический деятель, президент Перу (1931—1933).

## Ранняя карьера
С раннего детства выбрал карьеру военного и поступил на службу в Вооружённые силы Перу.
В 1914 году, во время восстания с целью свержения президента Биллингхёрста, получил пять огнестрельных ранений и лишился трёх пальцев на руке, когда захватывал ведущий огонь пулемёт правительственных войск.
В 1921 году снова был ранен в Лиме во время неудачной попытки свержения президента Легии, после чего был выслан за границу. Служил в испанском Иностранном легионе в Марокко, был ранен. Также служил в Королевской Армии Италии в 1925, изучал военное дело во Франции в 1926.
После возвращения в Перу, в 1930 году поднял восстание в Арекипе против президента Легии, в результате которого тот вынужден был уйти в отставку. После временного двухдневного президентства Мануэля Понсе Санчес Серро был выбран Конгрессом на пост президента Военной Хунты.

## Президент Военной Хунты
В 1931 году Перу с официальным визитом посетил Принц Уэльский (будущий король Эдуард VIII), которого Санчес Серро наградил высшей наградой Перу Орденом Солнца и сопровождал на обратном пути в Великобританию, где в ответ был награждён Большим Крестом Ордена Британской империи.
Через полгода правления Санчеса Серро к нему обратились высшие офицеры перуанского военно-морского флота, заявив ему, что только один полк в Лиме остался ему верен и поддерживает его, остальные же требуют его ухода. После чего полковник Санчес Серро подал в отставку, заявив, что он «только хотел спасти страну» и у него «не было никаких политических амбиций».
Флот выбрал председателя Верховного суда Перу, Рикардо Леонсио Элиаса, новым президентом республики.

## Президентство

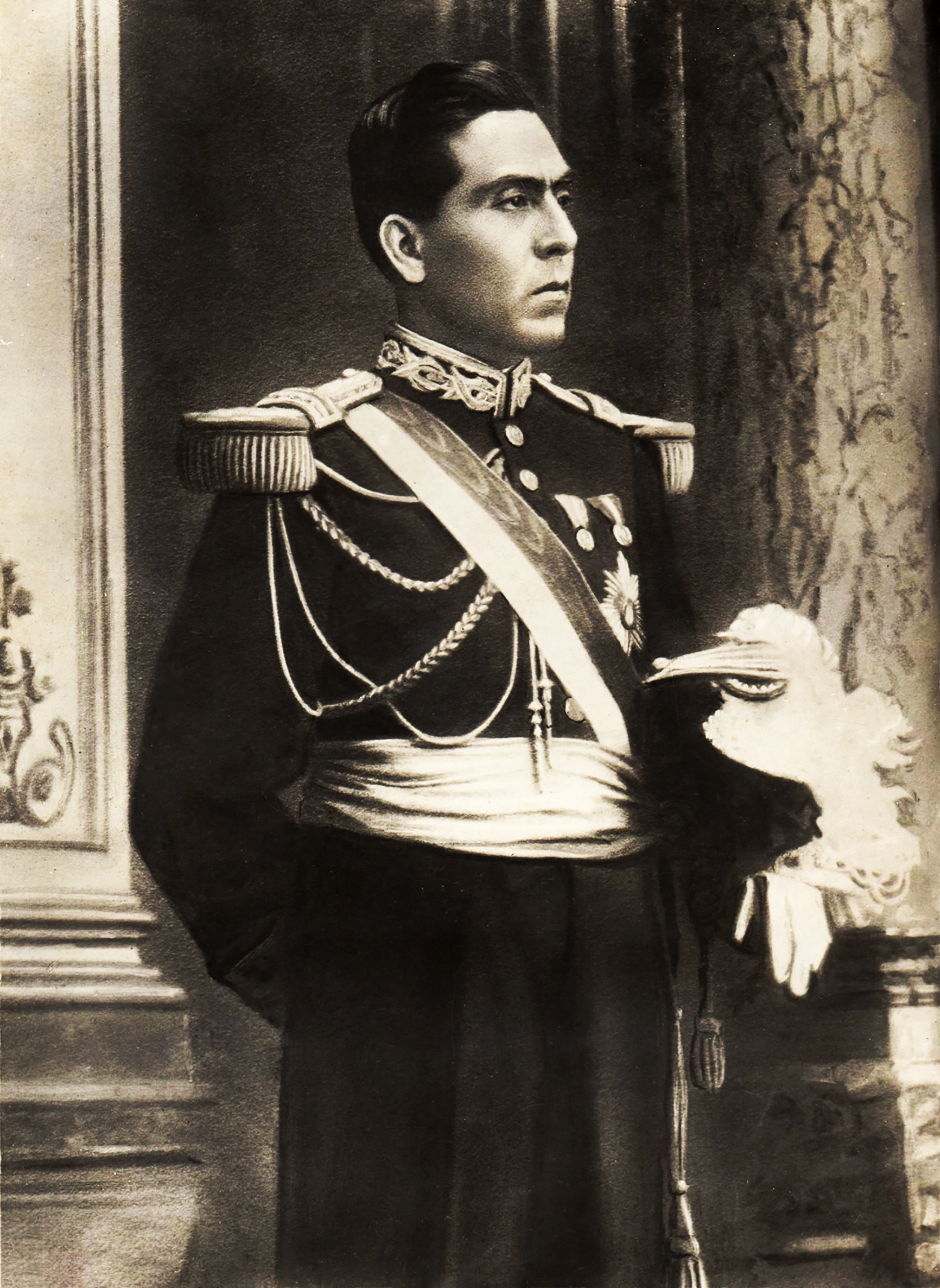
Командующий Луис Мигель Санчес Серро.

В октябре 1931 года военная хунта провела выборы в государственные органы власти, на которых победил Луис Мигель Санчес Серро, набрав на 19 745 голосов больше ближайшего конкурента. Результаты голосования оспаривались Американским народно-революционным альянсом, влиятельной в то время организацией в Перу, но, несмотря на это, новый президент вступил в должность.
В марте 1932 года на него было совершено покушение, некий Хосе Мелгар стрелял в президента, но промахнулся, после чего вооружённый Санчес Серро сам попытался открыть огонь, но был остановлен охраной, которая задержала стрелявшего. Хосе Мелгар впоследствии утверждал, что его действия были лишены политических мотивов и носили личный характер. После объявления ему смертного приговора президент заменил его на двадцатипятилетнее заключение.
В июне 1932 годы против Санчеса Серро начался мятеж в Уарасе, после чего президент закрыл Национальный колледж и Национальный университет как «рассадники революции» и призвал к добровольным пожертвованиям для покупки трёх эскадрилий бомбардировщиков для дальнейшего подавления различных волнений.

## Убийство
В сентябре 1932 года группа перуанских гражданских лиц захватила колумбийский город Летисия и выдворила колумбийских представителей власти, потребовав установления над городом перуанской администрации. Это было связано с секретным договором между Перу и Колумбией, заключённым в 1922 году при президенте Легии, о котором общественности стало известно только при новой администрации, которая считала неверным заключение такого договора. По этому договору Перу передавало Колумбии город и территориальный коридор, ведущий к нему.
В результате конфликта в Перу и Колумбии началась мобилизация и обширная подготовка к Колумбийско-перуанской войне. В феврале 1933 года на спорном участке друг против друга скопилось примерно по три тысячи хорошо вооружённых солдат с каждой стороны. В Перу шла активная подготовка к войне, президент осматривал новые самолёты Дуглас (Douglas), прибывшие из США. Совет Лиги Наций обратился к руководству Перу с телеграммой, в которой призывал воздержаться от любого вмешательства во внутренние дела Колумбии и не препятствовать колумбийским властям в осуществлении полного суверенитета и юрисдикции над землями, признанными в соответствии с соглашением её территорией.
30 апреля 1933 года во время смотра 25000 новобранцев, мобилизованных на ещё не объявленную войну с Колумбией, президент Санчес Серро был застрелен выстрелом в сердце Абелардо де Мендосой, членом Американского народно-революционного альянса.
После убийства президента парламентом был назначен новый президент Оскар Бенавидес, который уже занимал этот пост в 1914 году.